# Strade Bianche femenina
La Strade Bianche femenina (oficialmente: Strade Bianche Donne en italiano) es una carrera de ciclismo de ruta femenina de un día que se disputa anualmente en los alrededores de la ciudad de Siena en la Toscana (Italia). Es la versión femenina de la carrera del mismo nombre. Su nombre se refiere a que parte de su recorrido se hace sobre caminos de tierra blanca. La carrera se creó en el año 2015 y desde la edición 2017 forma parte del UCI Women's World Tour.

## Palmarés
| Año  | Ganador                     | Segundo              | Tercero                |
| ---- | --------------------------- | -------------------- | ---------------------- |
| 2015 | Megan Guarnier              | Lizzie Armitstead    | Elisa Longo Borghini   |
| 2016 | Lizzie Armitstead           | Katarzyna Niewiadoma | Emma Johansson         |
| 2017 | Elisa Longo Borghini        | Katarzyna Niewiadoma | Lizzie Deignan         |
| 2018 | Anna van der Breggen        | Katarzyna Niewiadoma | Elisa Longo Borghini   |
| 2019 | Annemiek van Vleuten        | Annika Langvad       | Katarzyna Niewiadoma   |
| 2020 | Annemiek van Vleuten        | Mavi García          | Leah Thomas            |
| 2021 | Chantal van den Broek-Blaak | Elisa Longo Borghini | Anna van der Breggen   |
| 2022 | Lotte Kopecky               | Annemiek van Vleuten | Ashleigh Moolman-Pasio |
| 2023 | Demi Vollering              | Lotte Kopecky        | Cecilie Uttrup Ludwig  |
| 2024 | Lotte Kopecky               | Elisa Longo Borghini | Demi Vollering         |
| 2025 | Demi Vollering              | Anna van der Breggen | Pauline Ferrand-Prévot |

## Palmarés por países
| País           | Victorias |
| -------------- | --------- |
| Países Bajos   | 6         |
| Bélgica        | 2         |
| Estados Unidos | 1         |
| Reino Unido    | 1         |
| Italia         | 1         |